# Kristine
Kristine é uma telenovela filipina produzida e exibida pela ABS-CBN, cuja transmissão ocorreu em 2010.

## Elenco
- Cristine Reyes[2] - Kristine Jewel Fortalejo
- Zanjoe Marudo[2] - Jaime Reyes/ Bernard De Silva-Fortalejo
- Denise Laurel - Kristine Emerald Fortalejo
- Rafael Rosell - Marco De Silva
- Rayver Cruz - Lance Navarro
- Lito Legaspi - Don Leon Fortalejo
- Irma Adlawan - Margarita Fortalejo-Cervantes